# NGC 6889
NGC 6889 је спирална галаксија у сазвежђу Телескоп која се налази на NGC листи објеката дубоког неба.
Деклинација објекта је - 53° 57' 24" а ректасцензија 20h 18m 53,3s. Привидна величина (магнитуда) објекта NGC 6889 износи 12,9 а фотографска магнитуда 13,7. NGC 6889 је још познат и под ознакама ESO 186-29, IRAS 20151-5406, PGC 64464.